# Manfred Vogt
Manfred Vogt es un deportista alemán que compitió para la RFA en piragüismo en la modalidad de eslalon. Ganó cinco medallas en el Campeonato Mundial de Piragüismo en Eslalon entre los años 1955 y 1965.

## Palmarés internacional
| Campeonato Mundial | Campeonato Mundial | Campeonato Mundial | Campeonato Mundial |
| Año                | Lugar              | Medalla            | Competición        |
| ------------------ | ------------------ | ------------------ | ------------------ |
| 1955               | Tacen (Yugoslavia) | Medalla de oro     | F1 por equipos     |
| 1957               | Augsburgo (RFA)    | Medalla de oro     | F1 individual      |
| 1957               | Augsburgo (RFA)    | Medalla de bronce  | F1 por equipos     |
| 1959               | Ginebra (Suiza)    | Medalla de bronce  | F1 por equipos     |
| 1965               | Spittal (Austria)  | Medalla de oro     | K1 por equipos     |